# Toksyczna męskość
Toksyczna męskość – pojęcie używane w akademickich i medialnych dyskusjach na temat męskości w odniesieniu do norm kulturowych, które są szkodliwe dla społeczeństwa i samych mężczyzn. Tradycyjne stereotypy mężczyzn jako postaci dominujących społecznie, wraz z powiązanymi cechami, takimi jak mizoginia i homofobia, można uznać za „toksyczne” ze względu na propagowanie przez nich przemocy (np. domowej czy seksualnej), która w społeczeństwach patriarchalnych często jest propagowana.
Poleganie wyłącznie na sobie i tłumienie emocji są dodatnio skorelowane ze zwiększonymi problemami psychologicznymi u mężczyzn, takimi jak depresja, stres i zaburzenia związane z używaniem substancji psychoaktywnych. Przykładem tego mechanizmu jest powiedzenie „chłopaki nie płaczą”, które legitymizuje tłumienie emocji stwierdzeniem, że leży to w naturze mężczyzn. Toksyczne cechy męskie są charakterystyczne dla niepisanego kodeksu zachowania wśród mężczyzn, na przykład w więzieniach, gdzie istnieją jako odpowiedź na trudne warunki życia więziennego.
Inne tradycyjnie męskie cechy, takie jak poświęcenie się pracy, duma z doskonalenia się w sporcie i bycie „żywicielem” rodziny tradycyjnie nie były uważane za „toksyczne”. Koncepcja ta była pierwotnie używana przez autorów związanych z mitopoetyckim ruchem mężczyzn, takich jak Shepherd Bliss, aby przeciwstawić stereotypowe pojęcie „prawdziwej” lub „głębokiej” męskości. Powodem takiego zabiegu było poczucie, że mężczyźni utracili kontakt ze wspomnianą „prawdziwą” męskością we współczesnym społeczeństwie. Krytycy terminu toksycznej męskości twierdzą, że jego znaczenie błędnie sugeruje, że problemy związane z płcią są spowodowane nieodłącznymi cechami męskimi.
Koncepcja toksycznej męskości została skrytykowana przez niektóre środowiska prawicowe, uważające, że nadmiernie potępia ona tradycyjną męskość. Natomiast niektóre feministki krytykują toksyczną męskość jako koncepcję esencjalistyczną, która ignoruje rolę wyboru i kontekstu w powodowaniu szkodliwych zachowań i postaw związanych z męskością.

## Etymologia i użycie terminu
Termin toksyczna męskość (z angielskiego toxic masculinity) wywodzi się z mitopoetycznego ruchu mężczyzn lat 80. i 90. XX wieku. Później znalazł on szerokie zastosowanie zarówno w piśmiennictwie akademickim, jak i popularnym. Medialne dyskusje w drugiej dekadzie XXI wieku używały tego terminu w odniesieniu do tradycyjnych i stereotypowych norm męskości. Według socjologa Michaela Flooda obejmują one „oczekiwania, że chłopcy i mężczyźni muszą być aktywni, agresywni, twardzi, odważni i dominujący”.

### Ruch mitopoetycki
Niektórzy autorzy związani z mitopoetyckim ruchem mężczyzn określali presję społeczną wywieraną na mężczyzn jako agresywną, konkurencyjną, niezależną i nieczułą, „toksyczną” formę męskości, przeciwstawiając ją do „prawdziwej” lub „głębokiej” męskości z którą mężczyźni stracili kontakt we współczesnym społeczeństwie. Shepherd Bliss zaproponował powrót do agraryzmu jako alternatywy dla „potencjalnie toksycznej męskości” etosu wojownika. Socjolog Michael Kimmel uważał, że pojęcie toksycznej męskości Blissa można postrzegać jako część odpowiedzi ruchu mitopoetyckiego na męskie poczucie bezsilności w czasie, gdy ruch feministyczny kwestionował tradycyjny męski autorytet.

### Użycie akademickie
W naukach społecznych toksyczna męskość odnosi się do tradycyjnych męskich norm kulturowych, które mogą być szkodliwe dla mężczyzn, kobiet i ogółu społeczeństwa. Koncepcja ta nie potępia jednak mężczyzn ani męskich atrybutów, ale raczej podkreśla szkodliwe skutki społecznego dostosowania się do pewnych tradycyjnych męskich zachowań, takich jak dominacja, samodzielność i rywalizacja. Toksyczna męskość jest zatem definiowana jako przestrzeganie tradycyjnych ról płci męskiej, które w konsekwencji stygmatyzują i ograniczają niektóre pozytywne lub neutralne emocje, które chłopcy i mężczyźni mogliby swobodnie wyrażać (jak na przykład empatia), jednocześnie uwypuklając inne negatywne emocje, takie jak gniew. Bezpośrednią konsekwencją toksycznej męskości są ekonomiczne, polityczne i społeczne oczekiwania, że mężczyźni dążą do dominacji („samiec alfa”).
W kontekście badań nad płcią, socjolożka Raewyn Connell odnosi się raczej do toksycznych praktyk związanych z toksyczną męskością, które mogą wynikać z tego, co nazywa hegemoniczną męskością, a nie z podstawowych męskich cech. Connell twierdzi, że takie praktyki jak przemoc fizyczna, mogą wzmacniać dominację mężczyzn nad kobietami w społeczeństwach zachodnich. Podkreśla, że tego typu zachowania są istotną cechą hegemonicznej męskości, choć nie zawsze cechami ją definiującymi. Terry Kupers opisuje toksyczną męskość jako obejmującą „potrzebę agresywnej rywalizacji i dominacji nad innymi” oraz „konstelację społecznie regresywnych cech męskich, które służą wspieraniu dominacji, dewaluacji kobiet, homofobii i bezmyślnej przemocy” Według Kupersa toksyczna męskość obejmuje aspekty „hegemonicznej męskości”, które są społecznie destrukcyjne, takie jak mizoginia, homofobia, chciwość i gwałtowna dominacja. Kontrastuje te cechy z cechami bardziej pozytywnymi, takimi jak „duma ze zdolności do wygrywania w sporcie, zachowywania solidarności z przyjacielem, odnoszenia sukcesów w pracy lub utrzymania rodziny”. Feministyczny pisarz John Stoltenberg twierdzi, że wszystkie tradycyjne pojęcia męskości są toksyczne i wzmacniają ucisk kobiet.

## Normy dotyczące płci
Według Kupersa, toksyczne męskie normy są cechą życia mężczyzn w amerykańskich więzieniach, gdzie znajdują one odzwierciedlenie w zachowaniu zarówno personelu, jak i więźniów. Cechy skrajnego polegania na sobie, dominacji nad innymi mężczyznami poprzez przemoc oraz unikanie pozorów kobiecości lub słabości stanowią niepisany kodeks wśród więźniów. Tłumienie wrażliwych emocji jest często stosowane w celu skutecznego radzenia sobie z trudnymi warunkami życia więziennego, takimi jak kara, izolacja społeczna i agresja. Czynniki te prawdopodobnie odgrywają istotną rolę w zjawisku samobójstw wśród więźniów płci męskiej.
Toksyczna męskość może również przybierać formę znęcania się nad chłopcami przez ich rówieśników oraz przemocy domowej wobec chłopców w domu. Nierzadko gwałtowna socjalizacja chłopców polegająca na promowaniu agresji i braku więzi interpersonalnych powoduje u nich uraz psychiczny. Taka trauma jest często lekceważona. Promowanie wyidealizowanych męskich ról podkreślających dominację, poleganie wyłącznie na sobie i ograniczenie emocji może rozpocząć się już w dzieciństwie. Tego typu normy są przekazywane, na przykład, przez rodziców, innych krewnych płci męskiej i członków społeczności. Obraz męskości w mediach, np. na YouTube często promują podobne stereotypowe role płci.
Według Ronalda F. Levanta i innych psychologów, zachowania określane jako tradycyjnie męskie mogą prowadzić do opłakanych skutków, w tym przemocy (napaść na tle seksualnym i przemoc domowa), rozwiązłości, zachowań ryzykownych i/lub społecznie nieodpowiedzialnych, w tym uzależnień od substancji psychoaktywnych i dysfunkcji w związkach.

## Efekty zdrowotne
Amerykańskie Towarzystwo Psychologiczne ostrzega, że „tradycyjna ideologia męskości” wiąże się z negatywnymi skutkami dla zdrowia psychicznego i fizycznego. Mężczyźni, którzy funkcjonują w ramach tradycyjnie męskich norm kulturowych, takich jak podejmowanie ryzyka, przemoc, dominacja, wiedzenie prymu w pracy, potrzeba kontroli emocjonalnej, pragnienie zwycięstwa czy dążenie do posiadania wysokiego statusu społecznego, są bardziej narażeni na doświadczenie problemów psychologicznych, takich jak depresja, stres, problemy z postrzeganiem własnego ciała, używanie substancji psychoaktywnych i nieprawidłowe funkcjonowanie w społeczeństwie. Efekt ten jest jeszcze silniejszy u mężczyzn, którzy aktywnie pochwalają „toksyczne” męskie normy, takie jak poleganie wyłącznie na sobie, poszukiwanie władzy nad kobietami i rozwiązłość seksualna.
W Stanach Zjednoczonych, społeczna wartość samowystarczalności zmalała, gdy współczesne społeczeństwo amerykańskie przesunęło się bardziej w kierunku współzależności. Zarówno poleganie wyłącznie na sobie, jak i tłumienie ekspresji emocjonalnej mogą mieć negatywny wpływ na zdrowie psychiczne, ponieważ zmniejszają prawdopodobieństwo szukania pomocy psychologicznej przez mężczyzn lub posiadania umiejętności radzenia sobie z trudnymi emocjami. Wstępne badania sugerują, że presja kulturowa, aby mężczyźni byli stoiccy i samowystarczalni, powoduje, iż rzadziej rozmawiają oni o problemach zdrowotnych ze swoimi lekarzami, co może z kolei prowadzić do skracania długości ich życia.
Toksyczna męskość jest również powiązana z problemami zdrowia publicznego mającymi społeczny charakter, takimi jak podwyższony wskaźnik alkoholizmu i niektórych rodzajów raka wśród mężczyzn lub rola rozwiązłości seksualnej we wskaźnikach przenoszenia wirusa HIV i innych chorób przenoszonych drogą płciową.
Psychiatra Frank Pittman wspominał o tym, że mężczyźni są krzywdzeni przez tradycyjnie męskie normy kulturowe, których konsekwencjami są m.in. krótsza długość życia, większe prawdopodobieństwo gwałtownej śmierci i choroby, takie jak rak płuc i marskość wątroby.

## Krytyka
Koncepcja toksycznej męskości spotkała się z krytyką. Niektóre osoby o poglądach prawicowych postrzegają toksyczną męskość jako niespójną koncepcję lub uważają, że nie ma czegoś takiego. W styczniu 2019 roku konserwatywni komentatorzy polityczni skrytykowali nowe wytyczne Amerykańskiego Towarzystwa Psychologicznego (APA) przestrzegające przed szkodami związanymi z „tradycyjną ideologią męskości”, argumentując, że stanowi to atak na męskość. David French z National Review skrytykował wytyczne APA dotyczące „tradycyjnej ideologii męskości” za uwzględnienie „bardzo powszechnych, nieodłącznych cech męskich”, w tym „antykobiecości, dążenia do sukcesów, unikania pozorów słabości, skłonności do ryzyka i przemocy”. French argumentował, że te cechy nie są „z natury złe ani szkodliwe”, a właściwe zrozumienie tradycyjnej męskości „odrzuca szkodliwe skrajności”. Szef praktyki zawodowej APA Jared Skillings odpowiedział na tę krytykę, stwierdzając, że dyskusja w raporcie na temat tradycyjnej męskości dotyczy „negatywnych cech, takich jak przemoc, nadmierna konkurencyjność czy niechęć do przyznania się do słabości” i zauważył, że raport omawia również pozytywne cechy tradycyjnie kojarzone z męskością typu „odwaga, przywództwo, opiekuńczość”.
Koncepcja toksycznej męskości została również skrytykowana z perspektywy feministycznej. Andrea Waling i Michael Salter argumentowali, że pojęcie „toksycznej męskości” w przeciwieństwie do „zdrowej męskości” wyłoniło się z niezrozumienia pracy Raewyna Connella z 1987 roku na temat hegemonicznej męskości. Dla Waling „toksyczna męskość” jest problematyczna, ponieważ przedstawia mężczyzn jako ofiary nieuniknionej patologii, co jest podejściem esencjalistycznym, które ignoruje kontekst społeczny i materialny. Waling uważa także, że nauczenie mężczyzn praktykowania „zdrowej męskości” odrzuca androgynię i uznawanie aspektów kobiecości jako ważnych opcji dla mężczyzn, utrwalając w ten sposób binarne płcie i uprzywilejowując męskość nad kobiecością. Waling twierdzi również, że „toksyczna męskość” odrzuca pewne tradycyjnie męskie cechy, które są odpowiednie w niektórych sytuacjach. Salter zauważa natomiast, że właściwie zinterpretowana praca Raewyn Connell przedstawia męską przemoc nie jako konsekwencję toksyczności wkraczającej w samą męskość, ale raczej jako rezultat otoczenia społeczno-politycznego, które wywołuje „wewnętrzne konflikty o społeczne oczekiwania i męskie uprawnienia”.

## Źródła

### Źródła Akademickie
- Michael E. Addis, Geoffrey H. Cohane. Social scientific paradigms of masculinity and their implications for research and practice in men's mental health. „Journal of Clinical Psychology”. 61 (6), s. 633–647, czerwiec 2005. DOI: 10.1002/jclp.20099.
- Sarah Banet-Weiser, Kate M. Miltner. MasculinitySoFragile: culture, structure, and networked misogyny. „Feminist Media Studies”. 16 (1), s. 171–174, grudzień 2015. DOI: 10.1080/14680777.2016.1120490.
- Mythopoetic Men's Movements. W: Shepherd Bliss: The Politics of Manhood: Profeminist Men Respond to the Mythopoetic Men's Movement (And the Mythopoetic Leaders Answer). Temple University Press, 1995. ISBN 978-1-56-639365-2. Brak numerów stron w książce
- R.W. Connell: Masculinities. Wyd. 2. University of California Press, 2005. ISBN 978-0-74-563426-5. Brak numerów stron w książce
- Tracy Karner. Fathers, Sons, and Vietnam: Masculinity and Betrayal in the Life Narratives of Vietnam Veterans with Post Traumatic Stress Disorder. „American Studies”. 37 (1), s. 63–94, styczeń 1996. JSTOR: 40642783.

### Prasa
- Olivia Campbell: The Men Taking Classes to Unlearn Toxic Masculinity. 23 października 2017.
- Jaclyn Friedman: Toxic Masculinity. 13 marca 2013.
- Tracy E. Gilchrist: What Is Toxic Masculinity?. 11 grudnia 2017.
- James Hamblin: Toxic Masculinity and Murder. 16 czerwca 2016.
- Charlotte Hays: Jordan Peterson on the Nihilism that Contributes to the Creation of a School Shooter. 27 lutego 2018. [dostęp 2018-03-05]. [zarchiwizowane z tego adresu (7 stycznia 2020)].
- Kali Holloway: Toxic masculinity is killing men: The roots of male trauma. 12 czerwca 2015.
- Isabelle Kohn: Inside the Movement to Reprogram Masculinity. 15 listopada 2018. Cytat: Through classes and workshops, men across the United States are attempting to unlearn 'toxic masculinity'—for society and for themselves.
- Amanda Marcotte: Toxic Masculinity Is Killing Us in Many Ways. 24 października 2017.
- David Masciotra: Toxic masculinity doesn't just target women: The viciousness and vacuity of modern American manhood is also harmful to the self. 4 lipca 2016.
- Suzannah Weiss: 6 Harmful Effects Of Toxic Masculinity. 23 lutego 2016.
- Tim Winton: About the boys: Tim Winton on how toxic masculinity is shackling men to misogyny. 9 kwietnia 2018.